# Асакура, Кай
Кай Асакура (англ. Kai Asakura, кит. 朝倉 海; род. 31 октября 1993 год, Тоёхаси, Айти, Япония) — японский боец смешанных боевых искусств, в настоящее время выступает в наилегчайшем весе Ultimate Fighting Championship. Ранее он выступал в Rizin, также выступал в RFC, FNR и DEEP. Бывший двукратный чемпион Rizin в легчайшем весе и бывший чемпион FNR в легчайшем весе.

## Биография
Кай Асакура родился 31 октября 1993 года в Японии. В начальной школе Кай занимался каратэ, а также три года занимался волейболом.
Кай и его брат Наруто провели большую часть своего детства, участвуя в многочисленных уличных драках. Братья также часто сражались друг с другом, чему Кай приписывает свою твердость как профессиональный боец смешанных единоборств. Когда они вступали в подростковом возрасте мать записала их в секцию бокса.
Когда он учился на третьем курсе технической средней школы Тоехаси, его брат повел его в Дзен-Докай Тоехаси Додзе, который был первым тренировочным залом, где он познакомился со смешанными боевыми искусствами.

### Начало профессиональной карьеры
Кай Асакура начал свою профессиональную карьеру под знаменем промоушена DEEP, где он столкнулся с дебютантом Томоей Судзуки. Асакура выиграл бой в первом раунде TKO.
Затем он сражался в Fighting Network Rings нового бренда событий ММА под названием Outsider, после трехлетнего перерыва. Он столкнулся с Сатоси Датэ, которого победил во втором раунде техническим нокаутом. Два месяца спустя он столкнулся с Кэйго Такаямой, выиграв бой всего за 40 секунд с помощью TKO. Два месяца спустя он сразился с дебютирующим Чжон Бин Чхве, заработав свой первый в карьере сабмишн, заставив Чхве сдаться под удушением Д’Арса в первом раунде. Следующим соперником Асакуры был Джонг Хен Квак. Асакура снова закончил бой в первом раунде, победив с помощью TKO.
Сражаясь в Road Fighting Championship , Асакура встретился с Лю Сяояном, которого он победил сабмишеном в первом раунде. Борясь в RINGS за титул чемпиона мира в весовой категории до 60 кг, Асакура столкнулся с Ёити Ои. Он выиграл титульный бой в первом раунде, победив Ои в самом конце первого раунда техническим нокаутом. Следующим соперником Асакуры был Хэйли Алатенг, который выиграл шесть боев подряд. Асакура выиграл бой через 29 секунд, поразив Хейли коротким левым хуком, а затем ударом колена. Асакура потерпел свое первое поражение в карьере от Джа Хун Муна во время Road FC 39, проиграв в результате TKO.

### Rizin Fighting Federation
Свой дебют в одной из крупнейших федераций мира Кай Асакура совершил 29 декабря 2017 года во время мирового Гран-при RIZIN Fighting World Grand Prix 2017. Асакура должен был сразиться с чемпионом ZST в полулегком весе Сейитиро Ито. Перед боем Ито получил перелом носа, и его заменил Сайга Кидзаэмо н. Кай выиграл бой во втором раунде, нокаутировав Сайгу ударом коленом.
Во время Rizin-10 Асакура столкнулся с одним из самых выдающихся в мире бойцов легчайшего дивизиона — Манелом Капе. Потерпев ранний внезапный нокдаун, Асакура собрался и улучшился по мере продолжения боя. Он выиграет тщательно оспариваемое раздельное решение, которое будет названо номинантом на бой месяца в мае 2018 года MMA Junkie.
В следующий раз Асакура должен был сразиться с Тангонгсаклекским тигром Муай-Тай в Ризин-11.Бой был впоследствии перенесен на Rizin 13, После того как Асакура повредил правое колено. На Rizin-13 Асакура воспользовался недостатком наземной игры тайского уроженца и выиграл единогласным решением судей.
30 декабря 2018 года Кай Асакура получил возможность отомстить за своё единственное поражение в карьере Чжэ Хун Муну. Асакура выиграл матч-реванш единогласным решением судей.
Следующий бой Кая Асакуры должен был состояться в Rizin-15 против Ульки Сасаки. Сасаки пришлось уйти из-за травмы, и его заменил Джастин Скоггинс. Затем Скоггинс сам выходил из боя после того, как у него разрывались мениск и связки в колене.
Его следующий бой был запланирован на Rizin-18 как не титульный бой против чемпиона Rizin в наилегчайшем весе Киодзи Хоригути. Асакура делал ложный выпад Хоригути назад и наносил удар большой правой рукой, когда Хоригути стремительно приближался. Вслед за коленями и ударами Асакура был награждён победой в первом раунде TKO в ошеломляющем доминировании над чемпионом.
Два месяца спустя он встретился с Улькой Сасаки во время Rizin-19. Асакура полностью доминировал над Сасаки, оглушая ветерана правой рукой, а затем приземляясь коленями и футбольными ударами. Это принесло ему победу TKO, так как Сасаки не смог продолжить из-за сломанной челюсти.

### Титульный забег
Эта победная серия из шести боев дала Асакуре шанс побороться за пояс Rizin в найлегчайшем весе в матче-реванше против Кёдзи Хоригути во время Rizin 20. Хоригути выбыл из боя из-за травмы колена и освободил пояс. Асакура встретится с Манелом Капе в матче-реванше за вакантный титул Rizin в наилегчайшем весе. Капе дважды сбил Кая с ног в начале второго раунда, что вынудило рефери остановить бой, заработав Каю его второе профессиональное поражение.
Асакура столкнулся с Хиромасой Огикубо в бою за титул Rizin в наилегчайшем весе на Rizin-23. Он завоевал титул чемпиона нокаутом в первом раунде.
Асакура должен был сразиться с бывшим королем Pancrase в легком весе Сёдзи Маруямой во время Rizin 24. Асакура выиграл бой техническим нокаутом в первом раунде. В середине раунда Асакура бросил Маруяму на канвас быстрой комбинацией слева-справа, а затем провел несколько ударов ногами.
Асакура должен был провести свою первую защиту титула в матче-реванше с бывшим чемпионом Rizin в легчайшем весе Кёдзи Хоригучи во время Rizin 26. Он проиграл бой техническим нокаутом в первом раунде.

### Гран-при Rizin в легчайшем весе
Асакура встретился с Шуто Ватанабе в первом раунде Гран-при легчайшего веса на турнире Rizin 28 13 июня 2021 года. Он выиграл бой техническим нокаутом в первом раунде.
Асакура встретился с Аланом Яманихой в четвертьфинале 19 сентября 2021 года на турнире Rizin 30. Он выиграл бой единогласным решением судей.
В полуфинале Асакура встретился с Кента Такидзавой 31 декабря 2021 года на турнире Rizin 33. Он выиграл бой единогласным решением судей и вышел в финал турнира, где встретился с Хиромасой Оугикубо.
Он проиграл бой единогласным решением судей, став вторым в Гран-при.

### Продолжение карьеры
Ожидалось, что Асакура встретится с непобеждённым Цзи Ён Яном на турнире Rizin 36 2 июля 2022 года. Асакура снялся с боя 30 июня, так как он повторно травмировал правую руку.
Асакура встретился с Юки Мотойей на турнире Rizin 42 6 мая 2023 года. Он выиграл бой нокаутом коленом во втором раунде.
Ожидалось, что Асакура встретится с бывшим чемпионом Bellator в легчайшем весе Хуаном Арчулетой за вакантный титул чемпиона Rizin в легчайшем весе на турнире Bellator MMA x Rizin 2 30 июля 2023 года.  Однако 18 июля было объявлено, что Асакура снялся из-за травмы и был заменен Хиромасой Огикубо.

### Второе завоевание титула
Асакура встретился с Хуаном Арчулетой за титул чемпиона Rizin в легчайшем весе 31 декабря 2023 года на турнире Rizin 45. На взвешивании Арчулета весил 140,65 фунтов, что на 5,65 фунтов больше нормы. В результате Арчулета был лишен титула, и только Асакура имел право его выиграть. Асакура выиграл бой техническим нокаутом во втором раунде.

### Ultimate Fighting Championship
8 июня 2024 года было объявлено, что Асакура подписал контракт с Ultimate Fighting Championship.
В своем дебютном бою Асакура сразу выходит на титульный бой против  чемпиона UFC в наилегчайшем весе Алешандри Пантожы 7 декабря 2024 года на турнире UFC 310.

## Статистика в профессиональном ММА
| Боёв 26  | Побед 21 | Поражений 5 |
| -------- | -------- | ----------- |
| Нокаутом | 13       | 3           |
| Сдачей   | 3        | 1           |
| Решением | 5        | 1           |

| Результат | Рекорд | Соперник               | Способ                            | Турнир                                 | Дата             | Раунд | Время | Место                 | Примечание |
| --------- | ------ | ---------------------- | --------------------------------- | -------------------------------------- | ---------------- | ----- | ----- | --------------------- | --- |
| Поражение | 21-6   | Тим Эллиот             | Сдача (гильотина)                 | UFC 319                                | 16 августа 2025  | 2     | 4:39  | Чикаго, Иллинойс, США | |
| Поражение | 21-5   | Алешардри Пантожа      | Сдача (удушение сзади)            | UFC 310                                | 7 декабря 2024   | 2     | 2:05  | Парадайс, Невада, США | Бой за титул чемпиона UFC в наилегчайшем весе; Дебют в UFC в наилегчайшем весе |
| Победа    | 21–4   | Хуан Арчулета          | TKO (удар коленом и удары руками) | Rizin 45                               | 31 декабря 2023  | 2     | 3:20  | Сайтама, Япония       | Завоевал вакантный титул чемпиона Rizin в легчайшем весе. Арчулета не уложился в вес (140,65 фунтов) и был лишен титула. Только Асакура имел право выиграть титул. Позже освободил титул 9 июня 2024 года |
| Победа    | 20–4   | Юки Мотоя              | KO (удары коленями в корпус)      | Rizin 42                               | 6 мая 2023       | 3     | 2:25  | Токио, Япония         | |
| Поражение | 19–4   | Хиромаса Огикубо       | Единогласное решение              | Rizin 33                               | 31 декабря 2021  | 3     | 5:00  | Сайтама, Япония       | Финал Гран-при Rizin в легчайшем весе |
| Победа    | 19–3   | Кента Такизава         | Единогласное решение              | Rizin 33                               | 31 декабря 2021  | 3     | 5:00  | Сайтама, Япония       | Полуфинал Гран-при Rizin в легчайшем весе |
| Победа    | 18–3   | Алан Яманиха           | Единогласное решение              | Rizin 30                               | 19 сентября 2021 | 3     | 5:00  | Сайтама, Япония       | Четвертьфинал Гран-при Rizin в легчайшем весе |
| Победа    | 17–3   | Сёто Ватанабэ          | TKO (удары)                       | Rizin 28                               | 13 июня 2021     | 1     | 3:22  | Токио, Япония         | Открытие Гран-при Rizin в легчайшем весе |
| Поражение | 16–3   | Кёдзи Хоригути         | TKO (удары)                       | Rizin 26                               | 31 декабря 2020  | 1     | 2:48  | Сайтама, Япония       | Утратил титул чемпиона Rizin в легчайшем весе |
| Победа    | 16–2   | Сёдзи Маруяма          | TKO (удары)                       | Rizin 24                               | 27 сентября 2020 | 1     | 2:37  | Сайтама, Япония       | Не титульный бой |
| Победа    | 15-2   | Хиромаса Огикубо       | KO (соккер-кик и удары руками)    | Rizin 23                               | 10 августа 2020  | 1     | 4:31  | Иокогама, Япония      | Завоевал вакантный титул Rizin в легчайшем весе. |
| Поражение | 14-2   | Манель Капе            | TKO (удары)                       | Rizin 20                               | 31 декабря 2019  | 2     | 0:38  | Сайтама, Япония       | Бой за титул Rizin в легчайшем весе. |
| Победа    | 14-1   | Улка Сасаки            | TKO (перелом челюсти)             | Rizin 19                               | 12 октября 2019  | 1     | 0:54  | Осака, Япония         | |
| Победа    | 13-1   | Кёдзи Хоригути         | KO (удары)                        | Rizin 18                               | 18 августа 2019  | 1     | 1:08  | Нагоя, Япония         | |
| Победа    | 12-1   | Джа Хун Мун            | Единогласное решение              | RIZIN: Heisei’s Last Yarennoka!        | 30 декабря 2018  | 3     | 5:00  | Сайтама, Япония       | |
| Победа    | 11-1   | Танонгсаклек Чуваттана | Единогласное решение              | Rizin 13                               | 30 сентября 2018 | 3     | 5:00  | Сайтама, Япония       | |
| Победа    | 10-1   | Манель Капе            | Единогласное решение              | Rizin 10                               | 6 мая 2018       | 3     | 5:00  | Фукуока, Япония       | |
| Победа    | 9-1    | Кизаемон Сэйга         | TKO (удары)                       | Rizin World Grand Prix 2017: 2nd Round | 29 декабря 2017  | 2     | 2:34  | Сайтама, Япония       | |
| Поражение | 8-1    | Джа Хун Мун            | KO (удары)                        | Road FC 39                             | 10 июня 2017     | 3     | 2:38  | Сеул, Корея           | |
| Победа    | 8-0    | Хейли Алатенг          | TKO (удары)                       | Road FC 37                             | 11 марта 2017    | 1     | 0:29  | Сеул, Корея           | |
| Победа    | 7-0    | Ёити Ои                | TKO (удары)                       | The Outsider 42                        | 4 сентября 2016  | 1     | 4:52  | Айти, Япония          | Завоевал титул RINGS в легчайшем весе. |
| Победа    | 6-0    | Сяойан Лью             | Сдача (удушение сзади)            | Road FC 32                             | 2 июля 2016      | 1     | 1:49  | Чанша, Китай          | |
| Победа    | 5-0    | Джонг Хьюн Квак        | TKO (удары)                       | The Outsider 38                        | 13 декабря 2015  | 1     | 4:04  | Токио, Япония         | |
| Победа    | 4-0    | Чхон Бин Чон           | Сдача (Д'Арс)                     | The Outsider 37                        | 6 сентября 2015  | 1     | 2:21  | Сидзуока, Япония      | |
| Победа    | 3-0    | Кэиго Такаяма          | TKO (удары)                       | The Outsider 36                        | 19 июля 2015     | 1     | 0:40  | Токио, Япония         | |
| Победа    | 2-0    | Сатору Датэ            | TKO (удары)                       | The Outsider 35                        | 17 мая 2015      | 2     | 3:36  | Токио, Япония         | |
| Победа    | 1-0    | Томоя Судзуки          | Сдача (рычаг локтя)               | Deep — Cage Impact 2012                | 16 сентября 2012 | 1     | 2:34  | Сидзуока, Япония      | |

## Чемпионские титулы

### Смешанные единоборства
- Rizin Fighting Federation
  - Чемпион Rizin в легчайшем весе (дважды; бывший)
- Fighting Network Rings
  - Чемпион RINGS в легчайшем весе (один раз)
  - Amateur Outsider Bantamweight Championship (один раз)[23]